# صانعة

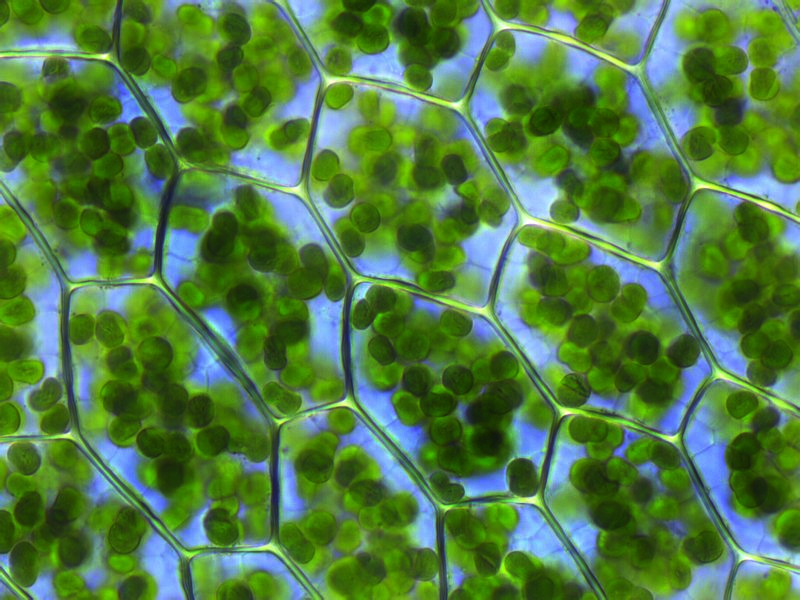
خلايا نبات، ويظهر فيها الصانعات الخضراء.

الصانعة أو البلاستيد (الاسم العلمي:Plastid) هي عضية بروتوبلازمية حية توجد مغمورة بالسيتوبلازم، لها القدرة على النمو والانقسام سواء في خلايا بارضة أو خلايا بالغة. وتنشأ الصانعات من أجسام صغيرة توجد في خلايا الأنسجة البارضية وتعرف بالصانعات الأولية، أو تنشأ من انقسام الصانعة الخضراء. ويطلق الاسم على العضيات التي تحتوي على صبغات مثل اليخضور والكاروتين وباستطاعتها صنع وتكديس المواد الغذائية كالنشا والدهون والبروتين. توجد في خلايا النباتات وتحتوي خلية بعض الطحالب على خلية واحدة. غالباً ما تحتوي هذه الصانعات على صبغات تستخدم في عملية التركيب الضوئي وتعطي للخلية لونها.

أشكال الصانعات.

## أقسامها
تتميز جميع أنواع الصانعات بكونها محاطة بغشاء مزدوج وهي ذات أشكال مختلفة وتنقسم إلى:
- الصانعات الأولية (الاسم العلمي:Propastids)
- الصانعات عديمة اللون (الاسم العلمي:Leucopasts)
- الصانعات الملونة (الاسم العلمي:Chromoplasts)
- الصانعات الخضراء (الاسم العلمي:Chloroplasts)

## الصانعات الأولية
هي صانعات صغيرة الحجم توجد في الخلايا الناشئة كالخلايا الجنينية والبارضية وتوجد في أجزاء النبات التي لا تتعرض للضوء مثل الجذور، وهي تعتبر منشأ الصانعات حيث تنمو وتكون الصانعات الأخرى لذا هي من منشئات الصانعات.

## الصانعات عديمة اللون
وهي بلاستيدات خالية من الصبغة أي لا يوجد بها اليخضور والكاروتينات. وهي توجد في أجزاء النبات غير المعرضة للضوء وأيضاً توجد في الخلايا المختزنة في الجذور كما توجد في الدرنات والكورات والأبصال وفي الأندوسبيرم وفلقات البذور. وتتباين البلاستيدات عديمة اللون في الشكل فبعضها كروي والبعض الآخر عصوي. وتنقسم البلاستيدات عديمة اللون إلى نوعان:
1. البلاستيدات النشوية Amyloplasts: وهي تقوم بتحويل السكر إلى نشا اختزاني كا هو الحال في درنات البطاطا واندوسبير حبوب الذرة، وتتكون الحبيبة النشوية في البطاطا من عدة طبقات لها سرة طرفية المركز، ويختلف النشا الاختزاني عن النشا الانتقالي الذي يتكون في البلاستيدات الخضراء في أن حبيبات النشا الاختزاني تكون قليلة العدد وكبيرة الحجم في حين أن حبيبات النشا الانتقالي تكون كبيرة العدد صغيرة الحجم وتتحول في الظلام إلى سكر.
2. البلاستيدات المخزنة للدهون Eliaoplasts: هي البلاستيدات التي تقوم بتكوين وتخزين الدهون كما يحدث في سيتوبلازم الخلية، والبلاستيدة المخزنة للدهون لها القدرة أيضاً على تخزين النشا وهي توجد في الحزازيات النبطحة وبعض نباتات ذوات الفلقة الواحدة.

## الصانعات الملونة
هي البلاستيدات التي تحتوي على الصبغات الكاروتينية وهي ذات ألوان مختلفة فمنها الصفراء والبرتقالية والحمراء. وتحتوي البلاستيدات الملونة أصباغ مصاحبة هي لايكوين في الطماطم وصبغات فيكوسيانين وفيكوارثرين والزانثوفيل في الطحالب. وأشكالها متنوعة فمنها العصوي والقرصي والكروي والمفصص وأشكال غير منتظمة، وهي تنشأ من البلاستيدات عديمة اللون أو البلاستيدات الخضراء.

## الصانعات الخضراء
توجد في معظم أنسجة النباتات المعرضة للضوء وتحتوي على كلورفيل «أ» وكلوروفيل «ب» رتبطان معاً كما يصحبهما صبغتان أخريان لونهما أصفر هما زانثوفيل وكاروتين تساعدان في عملية البناء الضوئي، ويختلف عدد البلاستيدات باختلاف النبات، فتكون قليلة العدد كبيرة الحجم في النباتات الدنيا، كثيرة العدد صغيرة الحجم في النباتات المتطورة مثل طحلب الكلوريللا Chlorella يحتوي على بلاستيدة واحدة كبيرة الحجم. كما تتميز بلاستيدة نباتات الظل بأنها أكبر حجماً وتحتوي على كمية أكبر من الكلوروفيل من التي تعيش في الشمس.
تكون البلاستيدات الخضراء تعددة الأشكال في الطحالب فتكون:
- شريطية (حلزونية) Spiral كما في طحلب الإسبيروجيرا Spirogyra
- نجمية Star-shape كما في طحلب الزجنيما Zygnema
- قرصية الشكل أو عدسية Disc_shape كما في الإلوديا Elodea .